# Нелидова, Лидия Ричардовна
Ли́дия Ри́чардовна Нели́дова (урождённая Барто́; 1863—1928) — русская артистка балета и педагог, солистка московской труппы Императорских театров; автор статей по теории танца.

## Биография
Родилась в 1863 году в семье английского коммерсанта Ричарда Барто и Лидии Петровны Севрюгиной. Одним из её братьев был Николай — отец Павла и Ростислава Барто. Родная сестра, Екатерина Барто, также стала балериной, широко известной по всему миру.
В 1884 году, по окончании Московского театрального училища, поступила в балетную труппу Большого театра. С 1885 года — ведущая танцовщица труппы. В 1887 году Нелидова впервые выступала в Мариинском театре, в 1890—1891 годах жила и выступала в Англии, в 1896—1897 годах работала в петербургской труппе.
В 1908 году Нелидова и Анна Иосифовна Собещанская открыли в Москве первую частную балетную школу, просуществовавшую до начала 1920-х годов.
Жила в Москве на Страстном бульваре, 6. Умерла в 1929 году в Москве.

### Личная жизнь
Лидия Нелидова была замужем за дворянином Константином Дмитриевичем Лупандиным. У супругов было двое детей — Дмитрий и Лидия Лупандины. 
Дочь также стала балериной: Лидия Константиновна Редега-Подобед(1888—1946), балерина, педагог, балетмейстер Музыкальной студии МХАТ, её мужем был актёр и режиссёр Порфирий Подобед

## Репертуар
- Низия, «Царь Кандавл»
- Аспиччия, «Дочь фараона»
- Лиза, «Тщетная предосторожность»
- Лилия, «Сатанилла»
- Весна, «Пакеретта»
- Повелительница наяд, «Наяда и рыбак»
- Гюльнара, «Корсар»